# Gorkhapatra
Gorkhapatra (nepalés:गोरखापत्र) es el periódico oficial más antiguo de Nepal. Es administrado por Gorkhapatra Sansthan. Fue lanzado como semanario en mayo de 1901 y se convirtió en diario en 1961.